# Frontière entre le Missouri et le Nebraska
La frontière entre le Nebraska et le Missouri est une frontière intérieure des États-Unis délimitant les territoires du Nebraska à l'ouest et le Missouri à l'est.
Son tracé suit la rivière Missouri entre le 41e parallèle nord de jusqu'au 40e parallèle nord. 

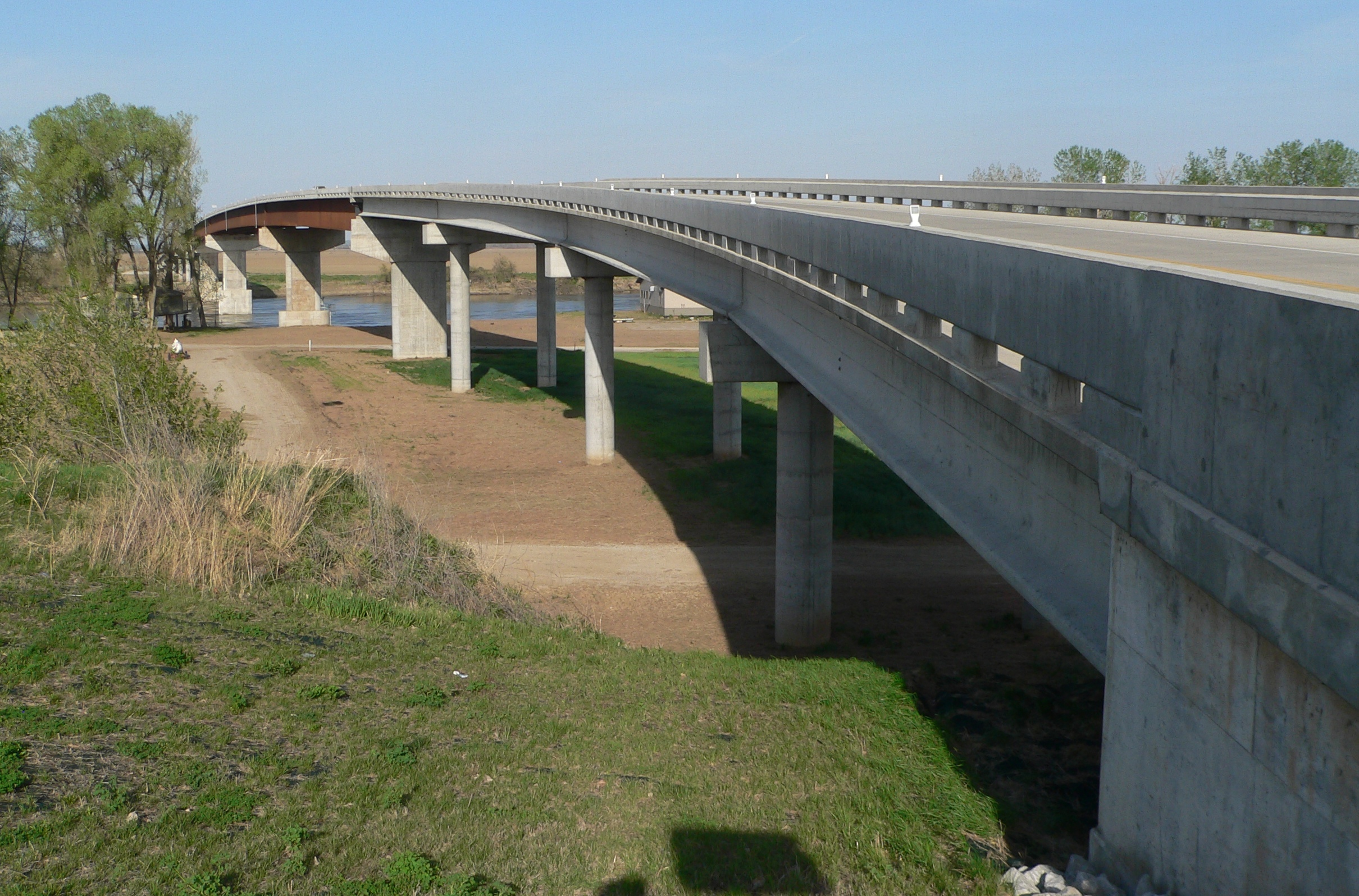
Le pont de Rulo, sur le Missouri, relie le Nebraska et le Missouri.